# Bloque 53
Bloque 53 est un groupe de salsa "dura" fondé en 2006 à Barcelone.
Ses musiciens viennent du Venezuela, de Cuba, de Colombie et d'Espagne.
Ils ont donné plus de 200 concerts, dans de grands Festivals de World music et Latinos d'Europe  : Espagne, Suisse, Hollande, France, Allemagne, Pologne et Portugal.
Le nom "BLOQUE 53" a été proposé par leur chanteur et cofondateur, Lenin Jimenez : il s'agissait du lieu où il a grandi au Venezuela, dans le quartier "23 de enero"

## Discographie
- 2009 : La ruta de la salsa

1. Baila la Negra
2. Ese Dolor
3. Barcelona Tiene !!!
4. Angel
5. Estar Contigo
6. Joe el Maton (Killer Joe) (instrumental) reprise du saxophoniste Benny Golson
7. Ya yo no Sufro
8. El Vago
9. Stranger in Paradise (instrumental)

- 2011 : Te hace mover los pies

1. Te hace mover los pies (chant : Freddy Ramos)
2. Cangrejo (chant : Marcial Isturiz)
3. Callaito (chant : Freddy Ramos)
4. Gitana (chant : Ernesto "Melaito" Paz)
5. Ay mi Maria (chant : Ernesto "Melaito" Paz)
6. Chencha chula
7. Yo soy la Salsa (chant : Marcial Isturiz)
8. Tiempo (chant : Freddy Ramos)
9. Agárrate
10. Agua (chant : Diana Feria)
11. La Malanga Brava (chant : Freddy Ramos)
12. Lucia (chant : Ernesto "Melaito" Paz)
13. Dímelo con tambor (chant : Freddy Ramos)

- 2012 : Tumba Puchunga

1. Cogelo ahi 04:10
2. Conciencia 04:44
3. Me alborotas 05:22
4. Tumba Puchunga 04:24
5. Canto a Oshun - Rumba del Bloque 03:31
6. El hijo del sonero 05:22
7. Misterio 05:08
8. El muñeco de la ciudad 04:31 (reprise de Bobby Valentin)
9. Envidia 05:17
10. Bravo Rumbero 04:58
11. Nina 03:30
12. Viajando 05:26
13. El cumaco de San Juan 05:32
14. Besame otra vez 05:08
15. Conmigo te quedaras 04:28

Participation des trombonistes du groupe Tromboranga sur ce dernier album...
Participation à la compilation de Dj El Chino Salsa World Series Vol.4 avec le titre La Palomilla (reprise de Joe Cuba Sextet).

## Membres
- Freddy Ramos : chant
- Joaquin Arteaga : Timbal et bongo; directeur d'orchestre
- Andreu Cañadell : Piano, arrangements
- Marcel Pascual : Vibraphone
- Simon Delgado : Basse
- Rhumer Mora : Congas
- Yadira Ferrer : chant
- Damian Alonso “EL BOMBON” : chant
- Diana Feria : chant, invitée spéciale
- Marcial Isturiz : chant, invité spécial